# Гильманов, Игорь Маратович
Игорь Маратович Гильманов (род. 11 апреля 1991, Воронеж, РСФСР, СССР) — российский футболист, выступавший на позиции полузащитника.

## Игровая карьера
В составе команды клуба «Рубин» (Казань) из игроков 1991 года рождения в 2008 году выиграл первенство России соответствующего возраста. Затем три года играл за команду зоны «Урал-Поволжье» второго российского дивизиона «Рубин-2». В 2012 году перешёл в «Вентспилс» из высшей лиги Латвии. В составе «Вентспилса» провёл 28 матчей (забил 1 мяч) в чемпионате, а также участвовал в матчах квалификации Лиги чемпионов против норвежского «Мольде». В сезоне 2012/13 играл за «Химик-Россошь» (Россошь) в межрегиональном (зона «Черноземье») первенстве России среди любительских команд. В дальнейшем играл в командах из Татарстана на республиканском уровне.

## Статистика
| Выступление      | Выступление      | Выступление      | Лига | Лига | Кубки* | Кубки* | Еврокубки** | Еврокубки** | Итого | Итого |
| Клуб             | Лига             | Сезон            | Игры | Голы | Игры   | Голы   | Игры        | Голы        | Игры  | Голы  |
| ---------------- | ---------------- | ---------------- | ---- | ---- | ------ | ------ | ----------- | ----------- | ----- | ----- |
| Рубин-2          | Второй дивизион  | 2009             | 9    | 0    | 1      | 0      | —           | —           | 10    | 0     |
| Рубин-2          | Второй дивизион  | 2010             | 17   | 0    | 2      | 0      | —           | —           | 19    | 0     |
| Рубин-2          | Второй дивизион  | 2011/12          | 27   | 0    | 1      | 0      | —           | —           | 28    | 0     |
| Рубин-2          | Итого            | Итого            | 53   | 0    | 4      | 0      | —           | —           | 57    | 0     |
| Вентспилс        | Высшая лига      | 2012             | 28   | 1    | 1      | 0      | 2           | 0           | 31    | 1     |
| Вентспилс        | Итого            | Итого            | 28   | 1    | 1      | 0      | 2           | 0           | 31    | 1     |
| Всего за карьеру | Всего за карьеру | Всего за карьеру | 81   | 0    | 5      | 0      | 2           | 0           | 88    | 0     |

* Кубок России, Кубок Латвии.
** Квалификация Лиги чемпионов УЕФА.